# Coppa del mondo di BMX

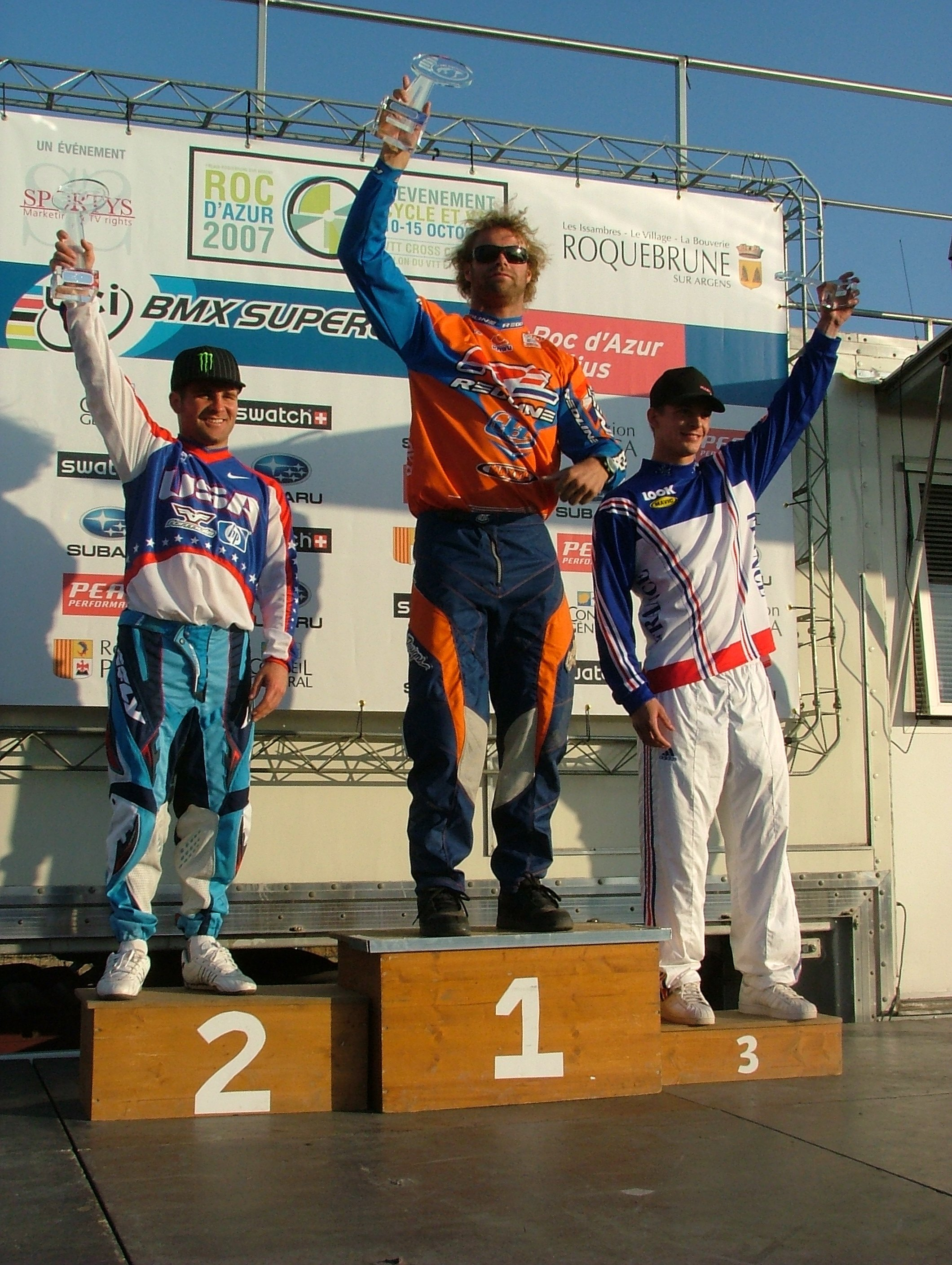
Premiazione dell'edizione 2007

La Coppa del mondo di BMX (denominata ufficialmente UCI BMX Supercross World Cup) è una competizione ciclistica organizzata annualmente dall'Unione Ciclistica Internazionale (UCI). La competizione si svolge in un numero di prove variabile di anno in anno (a differenza del campionato del mondo, che si disputa in una singola gara).
Con la denominazione e la formula attuali, la competizione è stata annunciata nel 2002 e si è svolta per la prima volta nel 2003 con lo scopo di promuovere il BMX come sport di alto livello. Volendo, nella tradizione della specialità, mantenere il campionato del mondo e le altre grandi manifestazioni nazionali e internazionali aperte a tutte le categorie e ad un grande numero di partecipanti, il Supercross risponde all'esigenza di avere una manifestazione d'élite adatta ad essere una vetrina promozionale per la disciplina. Sono previste due sole categorie: Junior/Élite maschile e, dall'edizione 2007, Junior/Élite femminile (nelle altre gare le categorie Junior ed Élite gareggiano separatamente). Non sono previste manifestazioni collaterali o contestuali per le categorie amatoriali e giovanili, come avviene per le altre competizioni.
Le prove di Coppa del mondo si svolgono di norma su tracciati progettati appositamente per queste manifestazioni, con caratteristiche tecniche e agonistiche più "estreme" rispetto ai tracciati destinati ad ospitare le competizioni ordinarie.
Anche la formula delle gare si discosta dal formato classico delle competizioni di BMX: il tradizionale turno di qualificazione su tre manche (seguito da turni eliminatori e finali ad eliminazione diretta) è preceduto da un primo turno eliminatorio basato su giri di pista individuali cronometrati.

## Gestione e organizzazione
Dal 2011, l'UCI ha appaltato ad una società privata statunitense (la Global SX Events Inc) la gestione logistica, organizzativa e commerciale delle prove di Coppa del mondo. Restano in capo all'UCI la definizione dei regolamenti e dei calendari.

## Campioni in carica
| Uomini | Uomini         |
| ------ | -------------- |
| Elite  | Sylvain André  |
| Donne  |                |
| Elite  | Laura Smulders |

## Albo d'oro

### Titoli maschili
| Anno | Vincitore        | Secondo            | Terzo                 |
| ---- | ---------------- | ------------------ | --------------------- |
| 2003 | Robert De Wilde  | Robbie Miranda     | Michal Prokop         |
| 2004 | Derek Betcher    | Mike Day           | Michal Prokop         |
| 2005 | Robert De Wilde  | Cristian Becerine  | Randy Stumpfhauser    |
| 2006 | Donny Robinson   | Michal Prokop      | Mike Day              |
| 2007 | Robert De Wilde  | Donny Robinson     | Damien Godet          |
| 2008 | Donny Robinson   | David Herman       | Kyle Bennet           |
| 2009 | Sam Willoughby   | Ivo van der Putten | Donny Robinson        |
| 2010 | Māris Štrombergs | Sam Willoughby     | Connor Fields         |
| 2011 | Joris Daudet     | Marc Willers       | Raymon van der Biezen |
| 2012 | Sam Willoughby   | Connor Fields      | Twan van Gendt        |
| 2013 | Connor Fields    | Jelle van Gorkom   | Liam Phillips         |
| 2014 | Liam Phillips    | Anthony Dean       | Twan van Gendt        |
| 2015 | Liam Phillips    | Niek Kimmann       | Amidou Mir            |
| 2016 | Corben Sharrah   | David Graf         | Māris Štrombergs      |
| 2017 | Sylvain André    | Connor Fields      | Tory Nyhaug           |

### Titoli femminili
| Anno | Vincitrice            | Seconda               | Terza                 |
| ---- | --------------------- | --------------------- | --------------------- |
| 2007 | Laëtitia Le Corguillé | Gabriela Maria Diaz   | Sarah Walker          |
| 2008 | Arielle Martin        | Laëtitia Le Corguillé | Sarah Walker          |
| 2009 | Laëtitia Le Corguillé | Eva Ailloud           | Arielle Martin        |
| 2010 | Laëtitia Le Corguillé | Caroline Buchanan     | Sarah Walker          |
| 2011 | Sarah Walker          | Magalie Pottier       | Mariana Pajón         |
| 2012 | Caroline Buchanan     | Magalie Pottier       | Laëtitia Le Corguillé |
| 2013 | Mariana Pajón         | Arielle Martin        | Laura Smulders        |
| 2014 | Caroline Buchanan     | Mariana Pajón         | Laura Smulders        |
| 2015 | Mariana Pajón         | Stefany Hernández     | Alise Post            |
| 2016 | Laura Smulders        | Brooke Crain          | Simone Christensen    |
| 2017 | Laura Smulders        | Mariana Pajón         | Simone Christensen    |